# Dacus marshalli
Dacus marshalli är en tvåvingeart som beskrevs av Mario Bezzi 1924. Dacus marshalli ingår i släktet Dacus och familjen borrflugor.
Artens utbredningsområde är Zimbabwe. Inga underarter finns listade i Catalogue of Life.